# Specie di Helianthus
Elenco delle specie di Helianthus:

## A
- Helianthus agrestis Pollard, 1900
- Helianthus ambiguus Britton, 1901
- Helianthus angustifolius L., 1753
- Helianthus annuus L., 1753

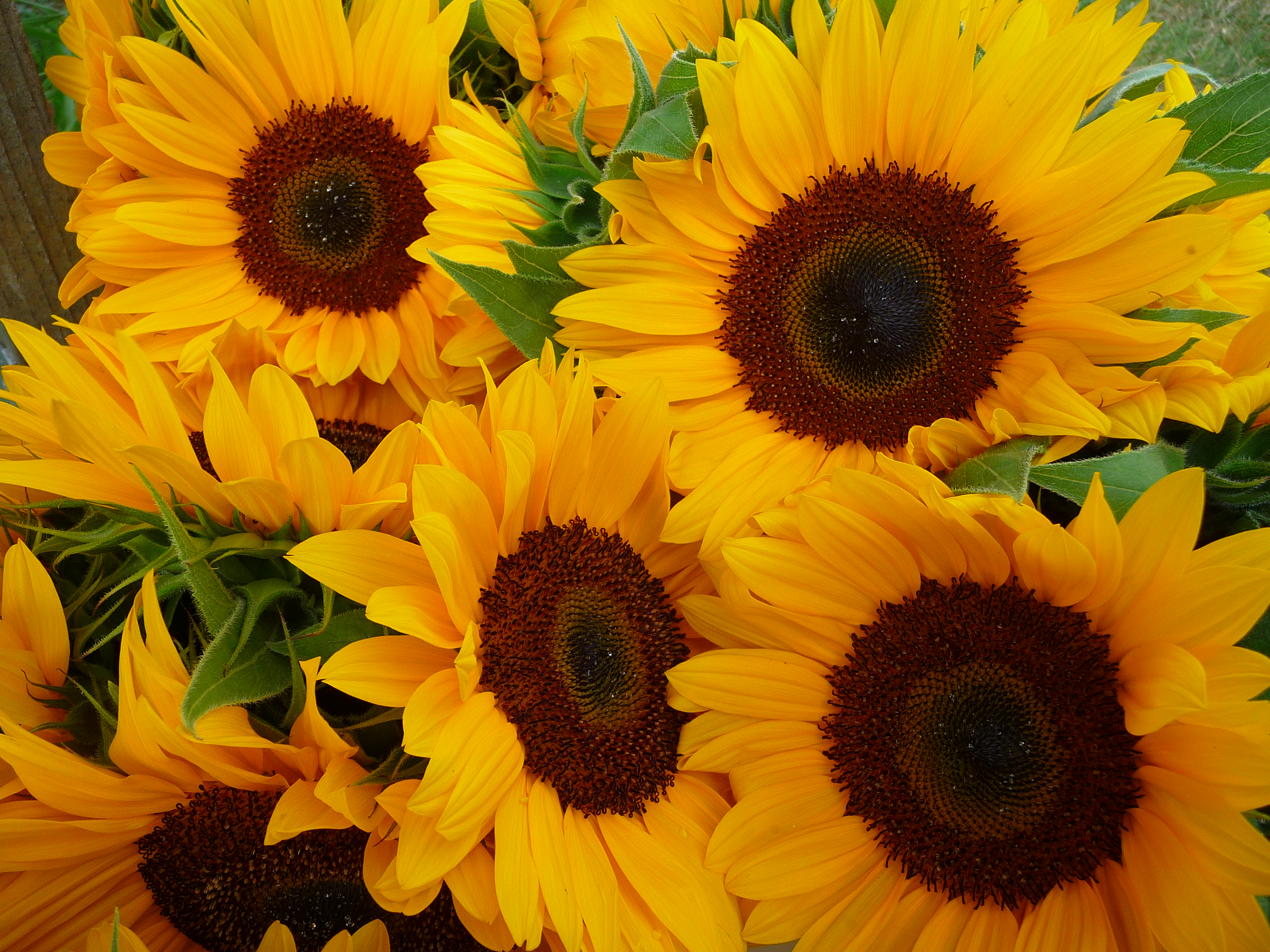
Helianthus annuus

- Helianthus anomalus S.F.Blake, 1931
- Helianthus argophyllus (D.C.Eaton) Torr. & A.Gray, 1842
- Helianthus arizonensis R.C.Jacks., 1963
- Helianthus atrorubens L., 1753

## B
- Helianthus bolanderi A.Gray, 1865
- Helianthus brevifolius E.Watson, 1929

## C
- Helianthus californicus DC., 1836
- Helianthus carnosus Small, 1902
- Helianthus ciliaris DC., 1836
- Helianthus cinereus Torr. & A.Gray, 1842
- Helianthus cusickii A.Gray, 1886

## D
- Helianthus debilis Nutt., 1841
- Helianthus decapetalus L., 1753

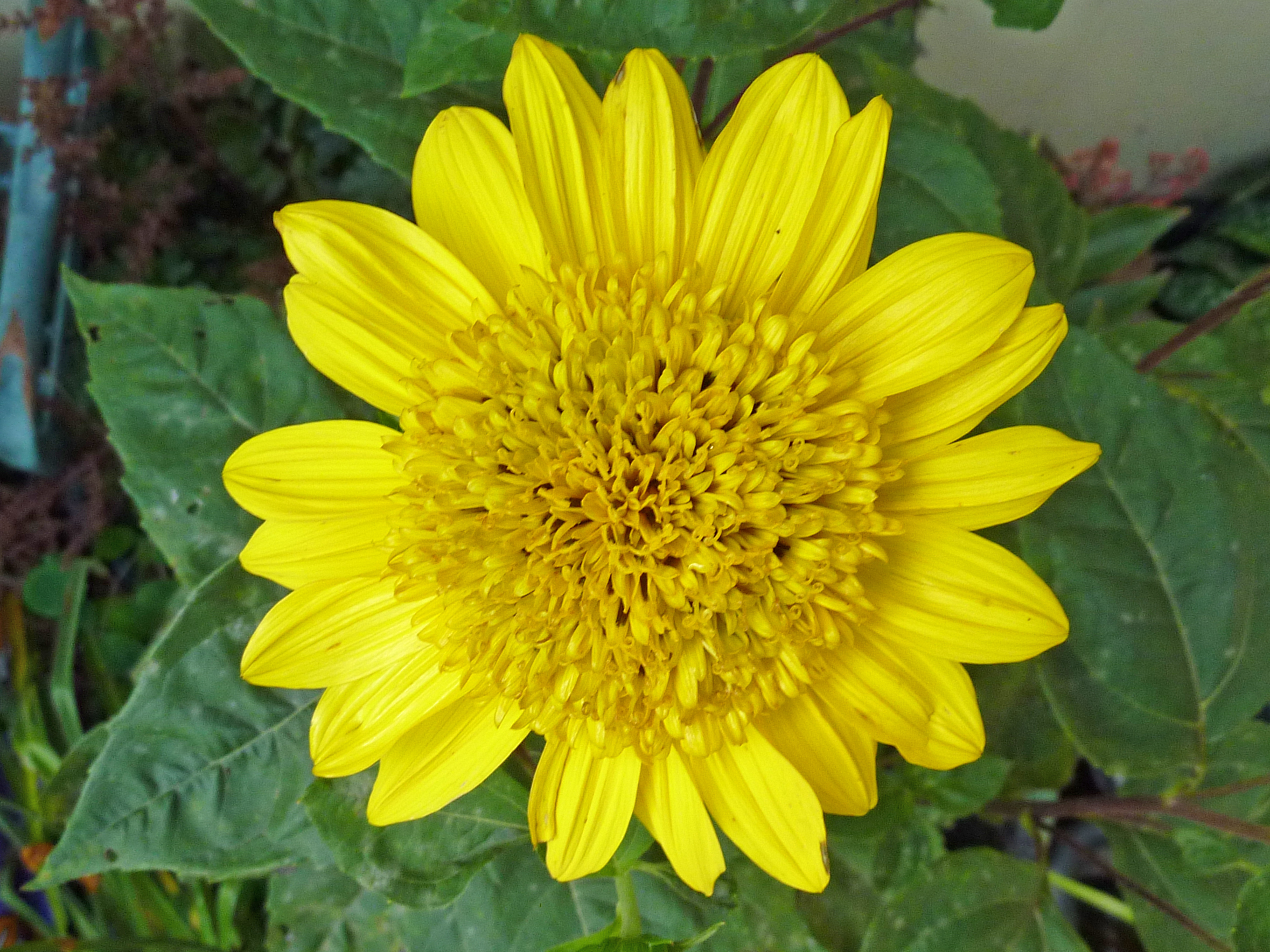
Helianthus decapetalus

- Helianthus deserticola Heiser, 1960
- Helianthus divaricatus L., 1753
- Helianthus doronicoides Lam., 1786

## E
- Helianthus exilis A.Gray, 1865

## F
- Helianthus floridanus A.Gray ex Chapm., 1883

## G
- Helianthus giganteus L., 1753

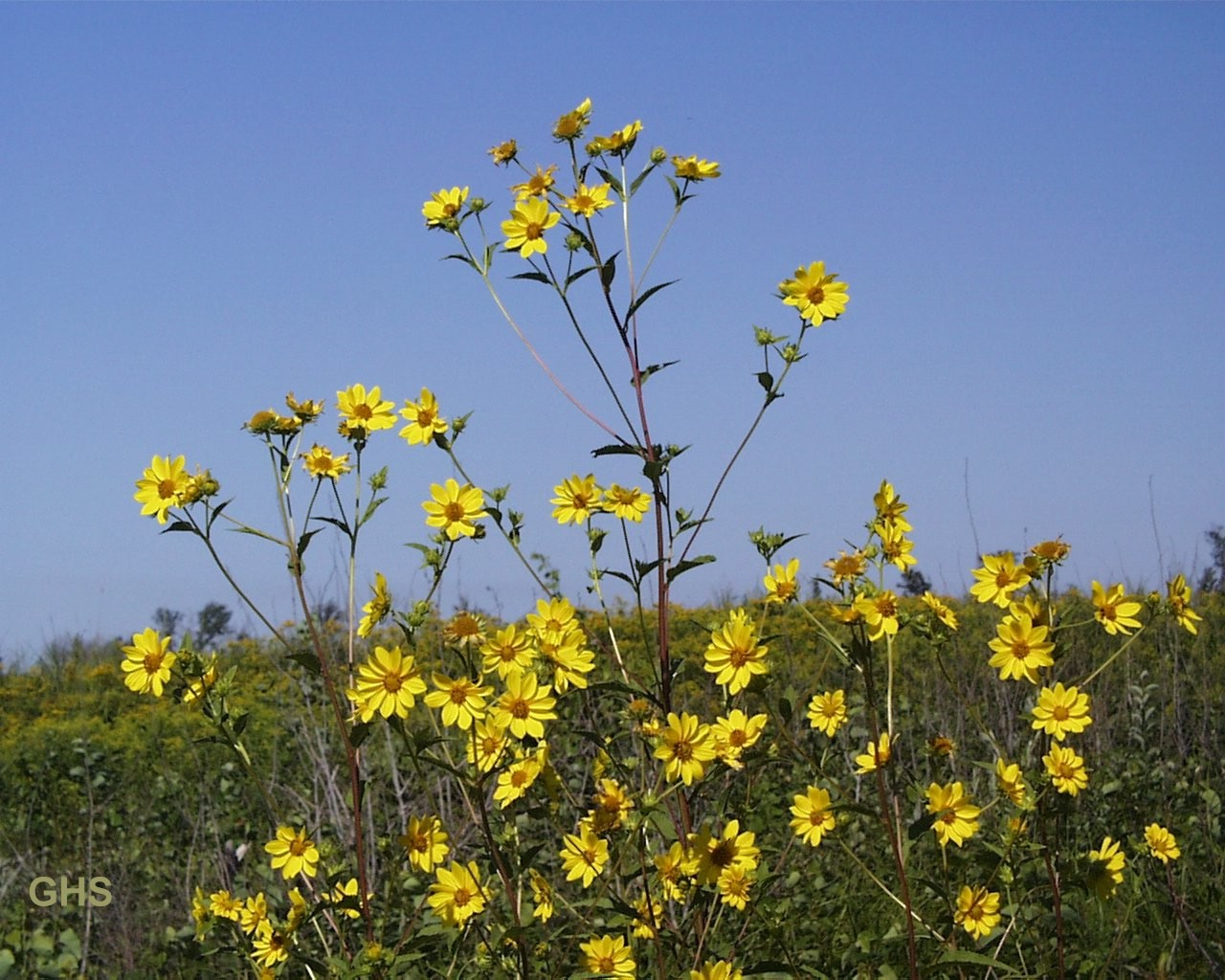
Helianthus giganteus

- Helianthus glaucophyllus D.M.Sm., 1958
- Helianthus glaucus Small, 1898
- Helianthus gracilentus A.Gray, 1876
- Helianthus grosseserratus M.Martens, 1841

## H
- Helianthus heterophyllus Nutt., 1834
- Helianthus hirsutus Raf., 1820

## L
- Helianthus laciniatus A.Gray, 1849
- Helianthus laevigatus Torr. & A.Gray, 1842
- Helianthus lenticularis Douglas ex Lindl., 1829
- Helianthus longifolius Pursh, 1813

## M
- Helianthus maximiliani Schrad., 1836
- Helianthus membranifolius Poir., 1813
- Helianthus mollis Lam., 1789
- Helianthus multiflorus L., 1753

## N
- Helianthus navarri Phil., 1895
- Helianthus neglectus Heiser, 1958

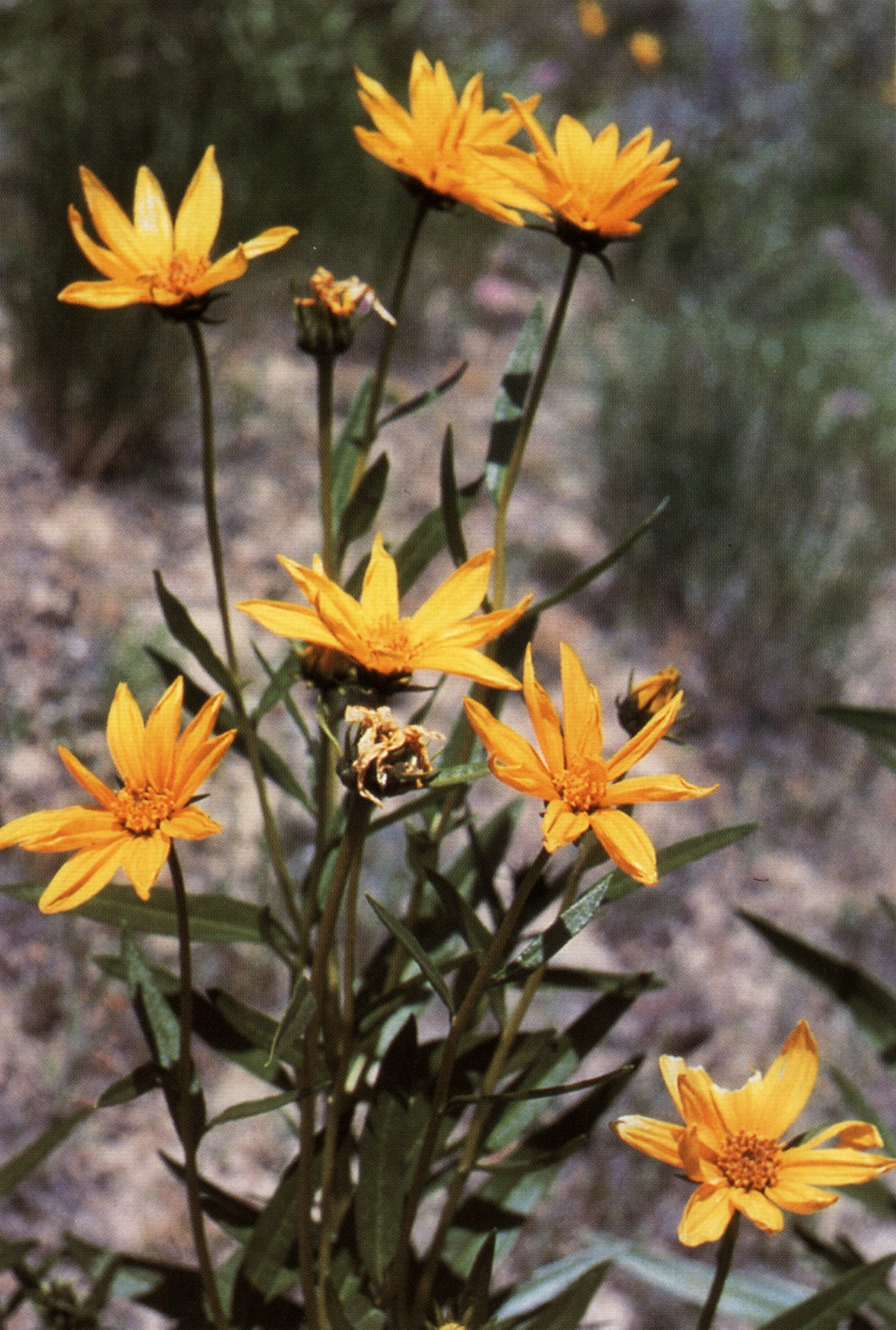
Helianthus nuttallii

- Helianthus niveus (Benth.) Brandegee, 1889
- Helianthus nuttallii Torr. & A.Gray, 1842

## O
- Helianthus occidentalis Riddell, 1836
- Helianthus orgyaloides Cockerell, 1919

## P
- Helianthus paradoxus Heiser, 1958
- Helianthus pauciflorus Nutt., 1818
- Helianthus petiolaris Nutt., 1821

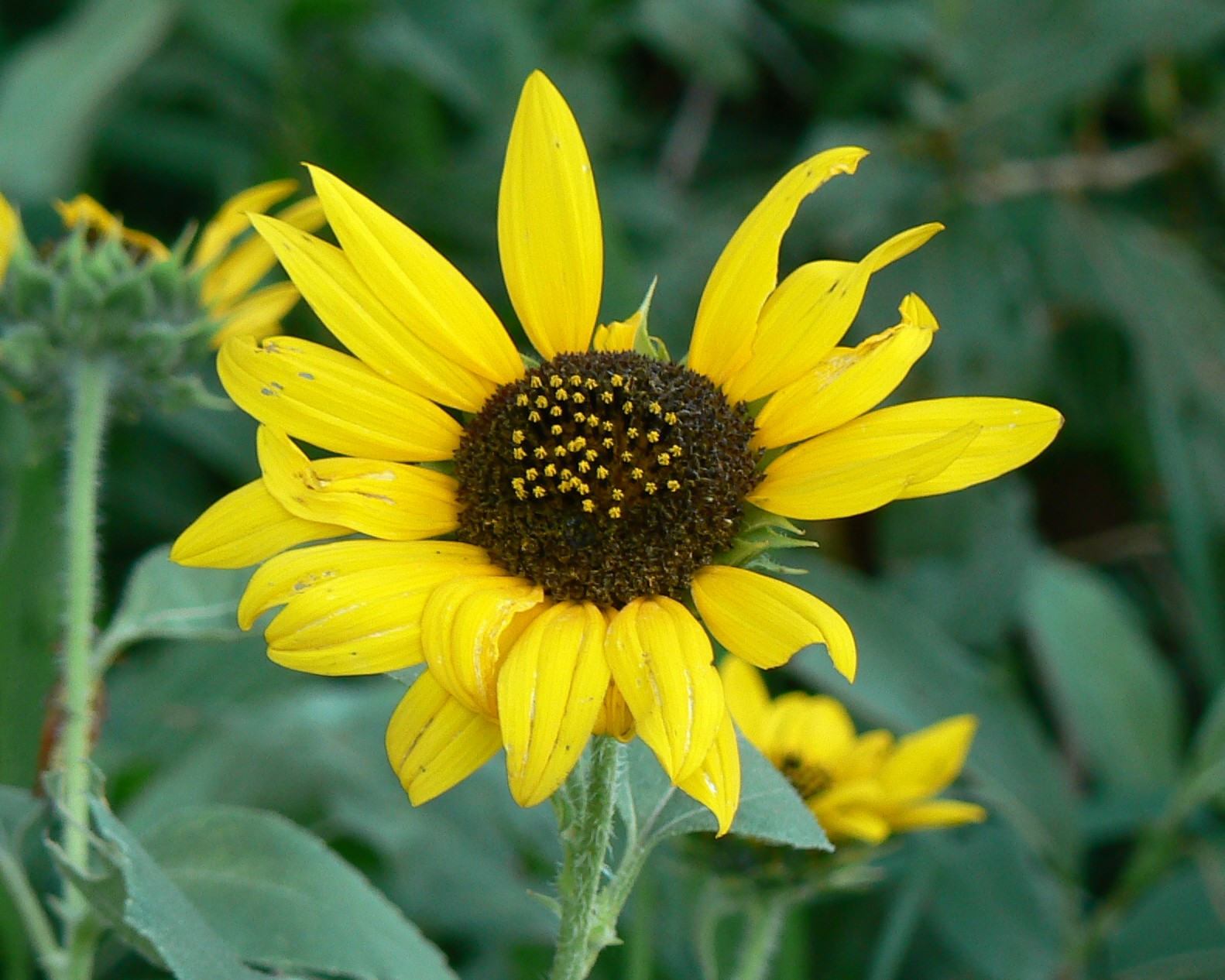
Helianthus petiolaris

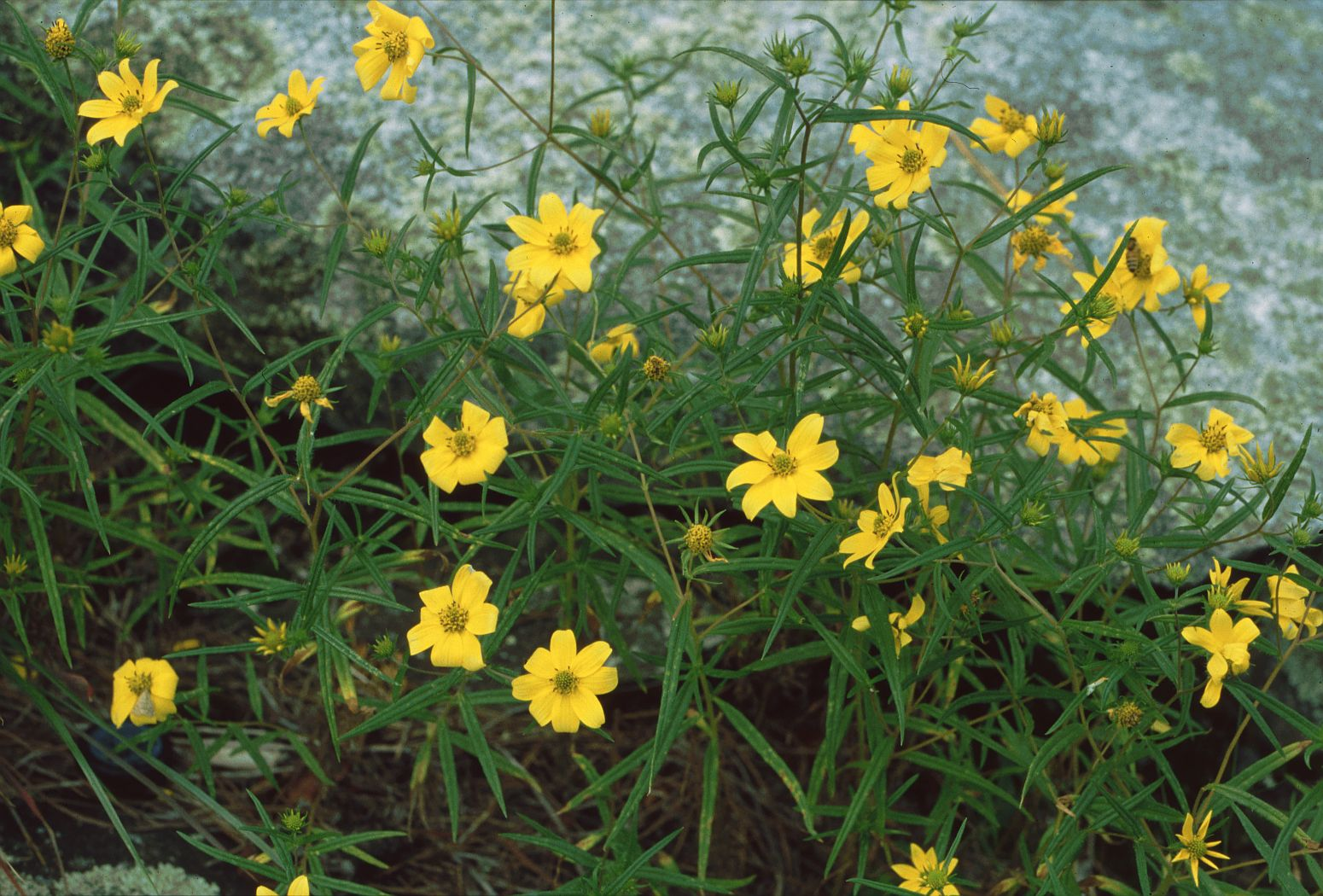
Helianthus porteri

- Helianthus porteri (A.Gray) Pruski, 1998
- Helianthus praecox Engelm. & A.Gray, 1847
- Helianthus praetermissus E.Watson, 1929
- Helianthus pumilus Nutt., 1841

## R
- Helianthus radula (Pursh) Torr. & A.Gray, 1842
- Helianthus resinosus Small, 1903

## S

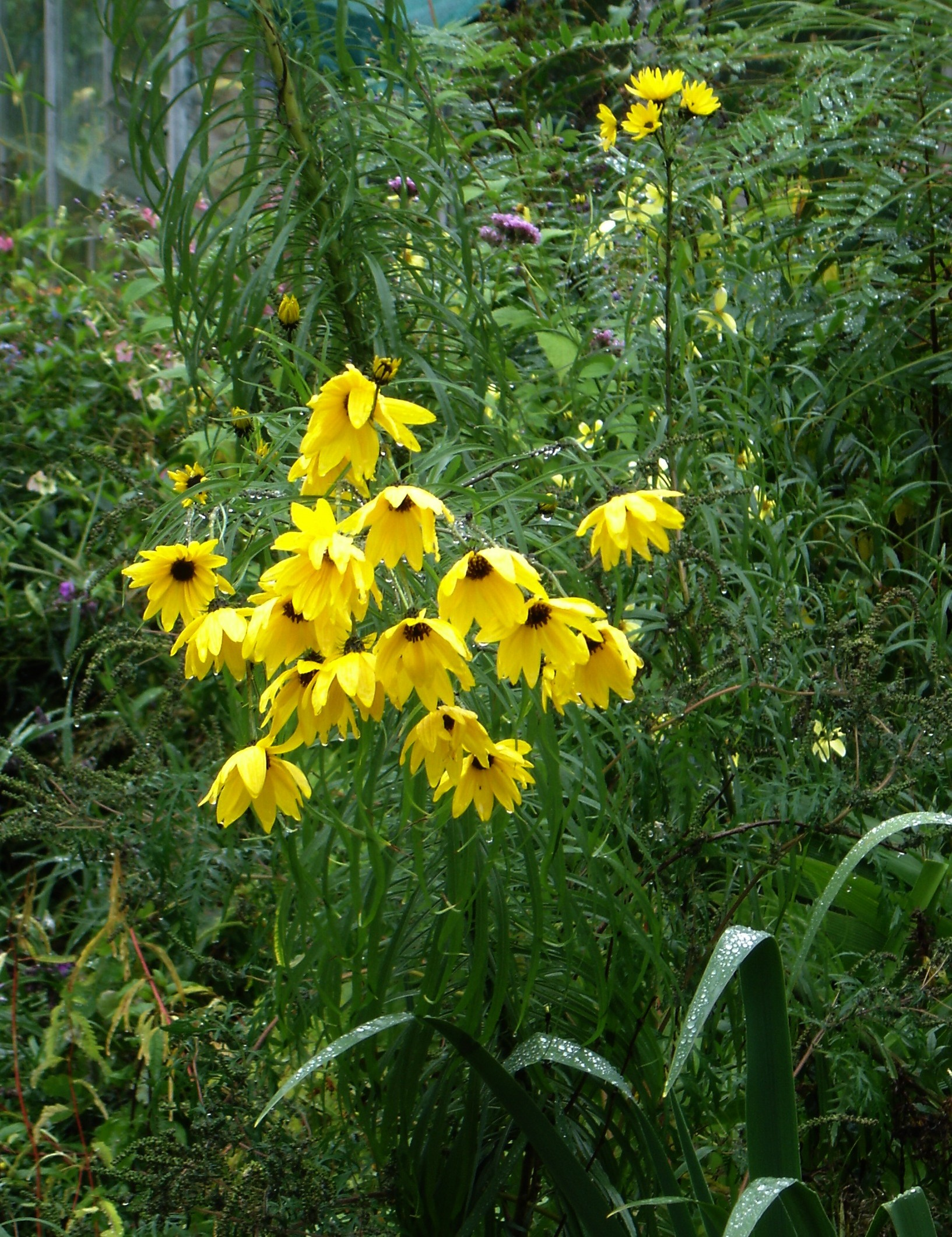
Helianthus salicifolius

- Helianthus salicifolius A.Dietr., 1834
- Helianthus sarmentosus Rich., 1792
- Helianthus scaberrimus Elliott, 1823
- Helianthus schweinitzii Torr. & A.Gray, 1842
- Helianthus silphioides Nutt., 1841
- Helianthus simulans E.Watson, 1929
- Helianthus smithii Heiser, 1964
- Helianthus speciosus Hook., 1834
- Helianthus subcanescens (A.Gray) E.Watson, 1929

## T

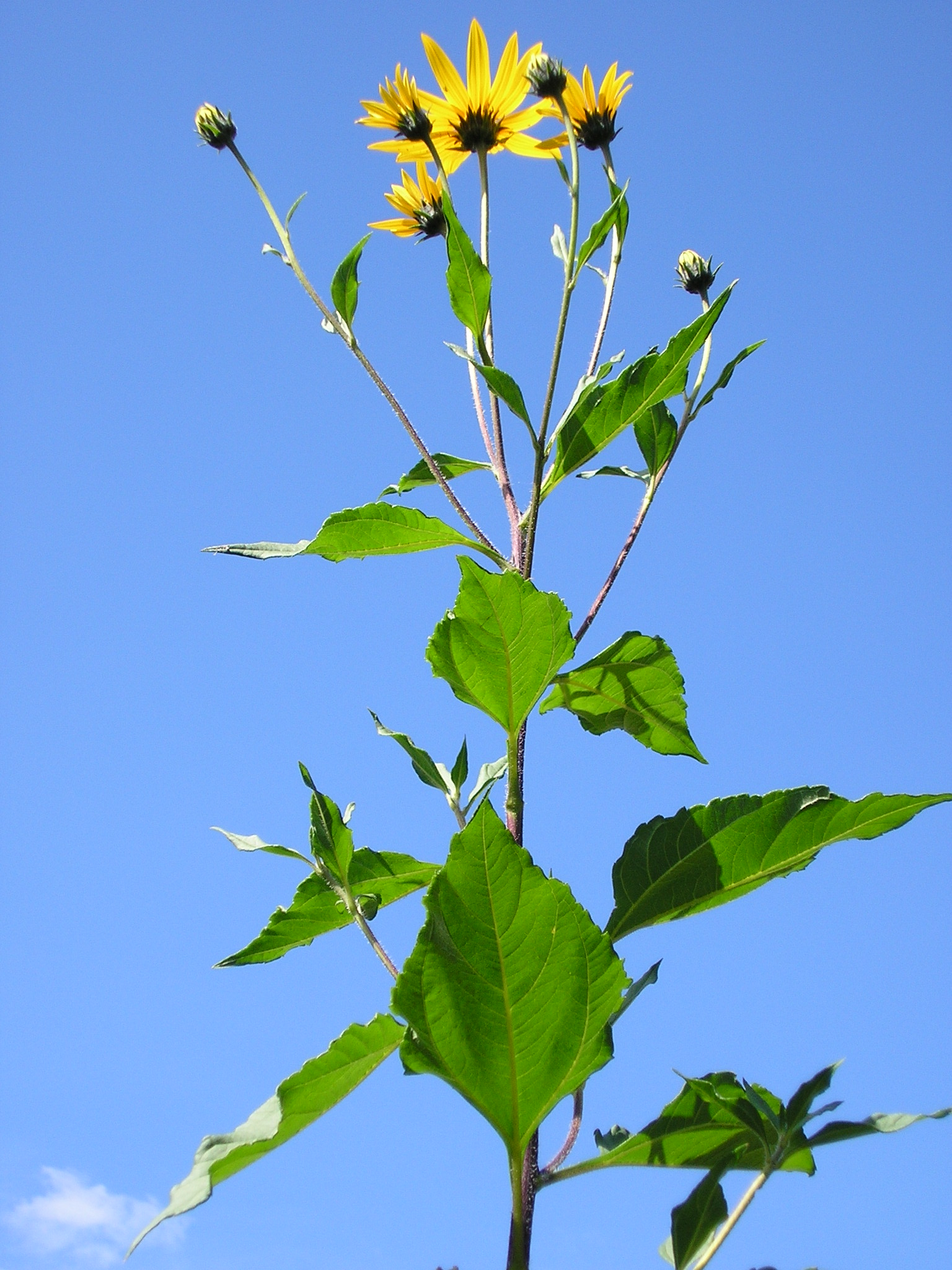
Helianthus tuberosus

- Helianthus tuberosus L., 1753

## V
- Helianthus verticillatus Small, 1898